# Colli Berici (vino)
Colli Berici è una DOC assegnata ad alcuni vini prodotti in Veneto, in provincia di Vicenza nella zona dei Colli Berici.
La denominazione di origine controllata "Colli Berici" con riferimento alla sottozona Barbarano è riservata ai seguenti vini:
- Colli Berici Barbarano rosso o Colli Berici Barbarano (anche in versione spumante e riserva).

La tutela della DOC è assegnata al Consorzio Tutela Vini DOC Colli Berici e Vicenza (con competenza anche sui vini DOC Vicenza) che ha sede a Lonigo.

## Zona di produzione
La zona di produzione del vino "Colli Berici DOC" comprende tutto il territorio amministrativo dei seguenti comuni: Albettone, Alonte, Altavilla, Arcugnano, Barbarano Vicentino, Brendola, Castegnero, Grancona, Mossano, Nanto, Orgiano, San Germano dei Berici, Sovizzo, Villaga, Zovencedo; ed in parte quello dei comuni di: Asigliano Veneto, Campiglia dei Berici, Creazzo, Longare, Lonigo, Montebello Vicentino, Montecchio Maggiore, Montegalda, Montegaldella, Monteviale, Sarego, Sossano e Vicenza.